# أنخيل ديفيد رودريغيز
أنخيل ديفيد رودريغيز (بالإسبانية: Ángel David Rodríguez)‏ هو منافس ألعاب قوى إسباني، ولد في 25 أبريل 1980 في مدريد في إسبانيا.

## وصلات خارجية
- أنخيل ديفيد رودريغيز على موقع الاتحاد الدولي لألعاب القوى (الإنجليزية)
- أنخيل ديفيد رودريغيز على موقع الدوري الماسي (الإنجليزية)
- أنخيل ديفيد رودريغيز على موقع أوليمبيديا (الإنجليزية)